# نونن (خيرفن آن نيدرفيتن)
نونن، خيرفن آن نيدرفيتن Nuenen Gerwen en Nederw  بلدية وبلدة بمقاطعة شمال برابنت، جنوبي هولندا.

## طوبوغرافيا
خريطة طوبوغرافية هولندية لبلدية نونن، خيرفن آن نيدرفيتن، يونيو 2015هولاندس ديب

## معرض صور

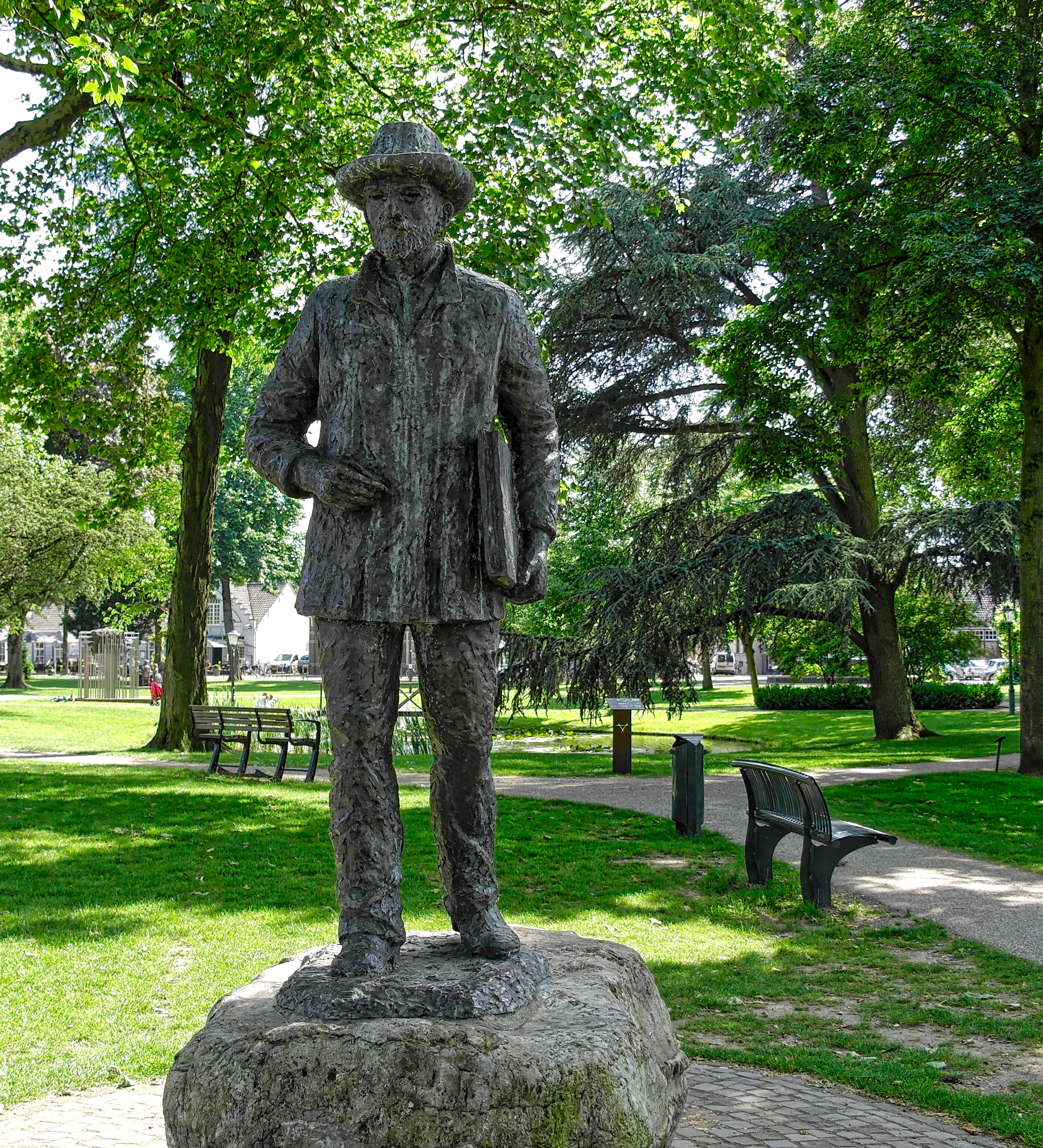
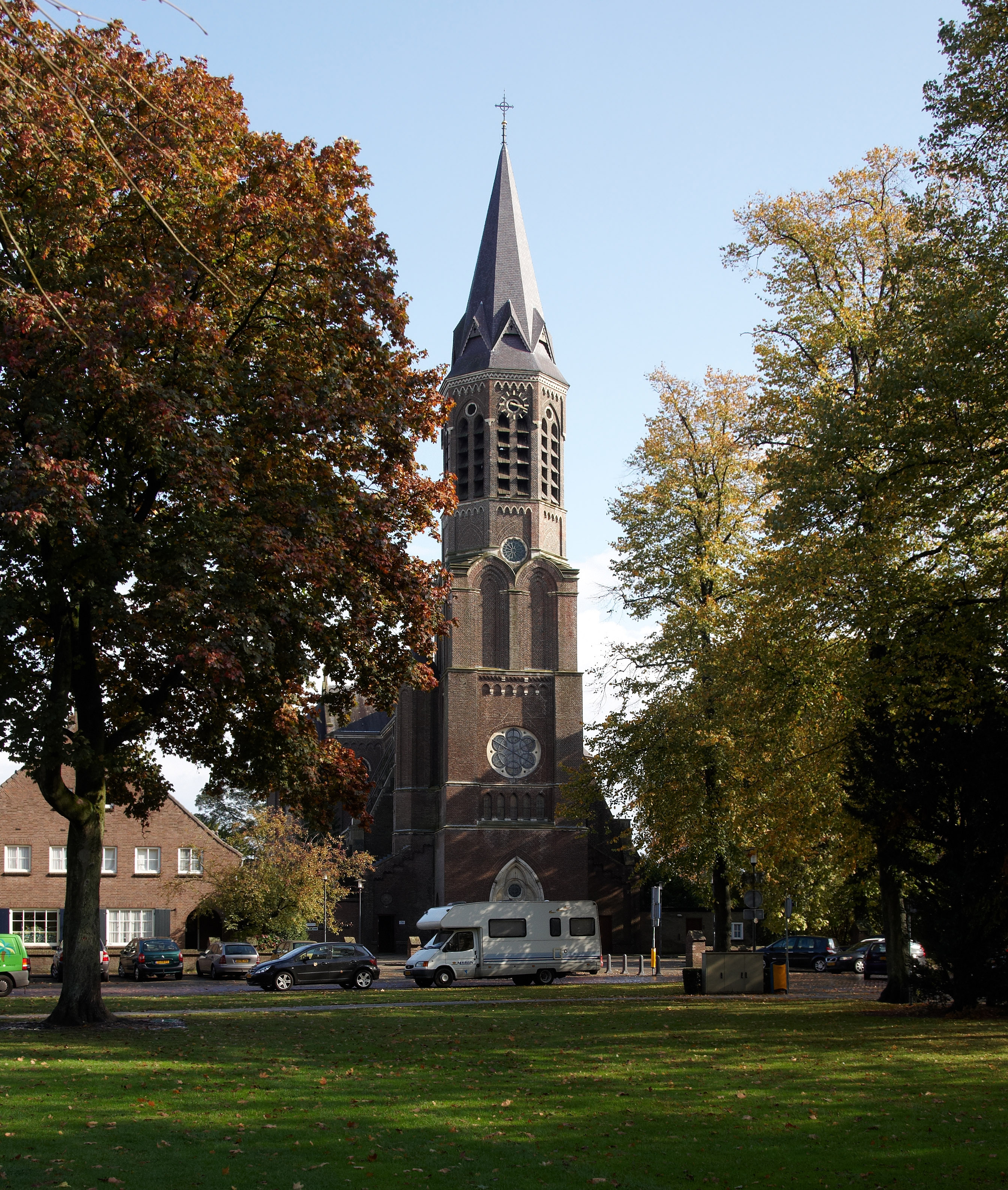
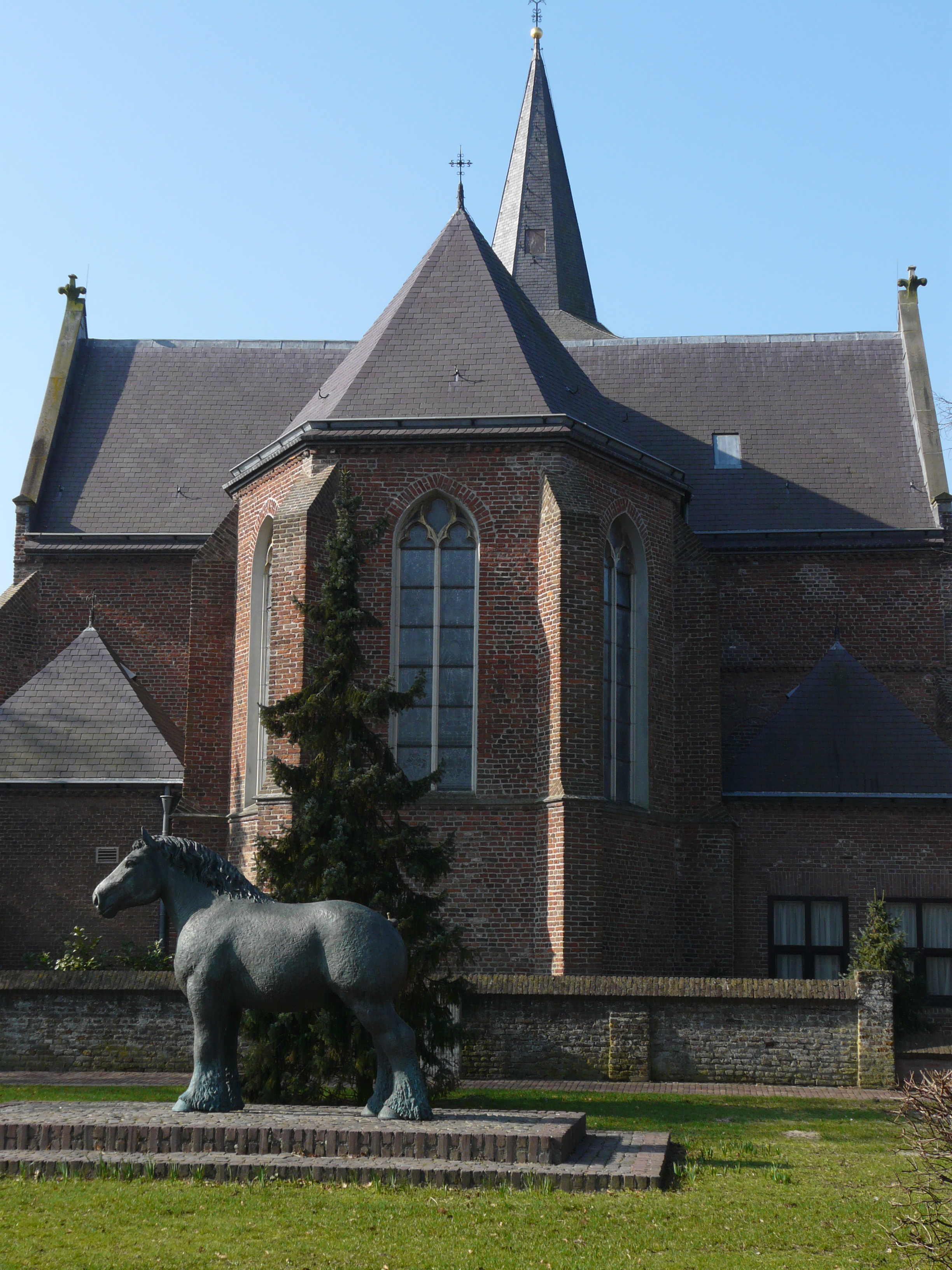
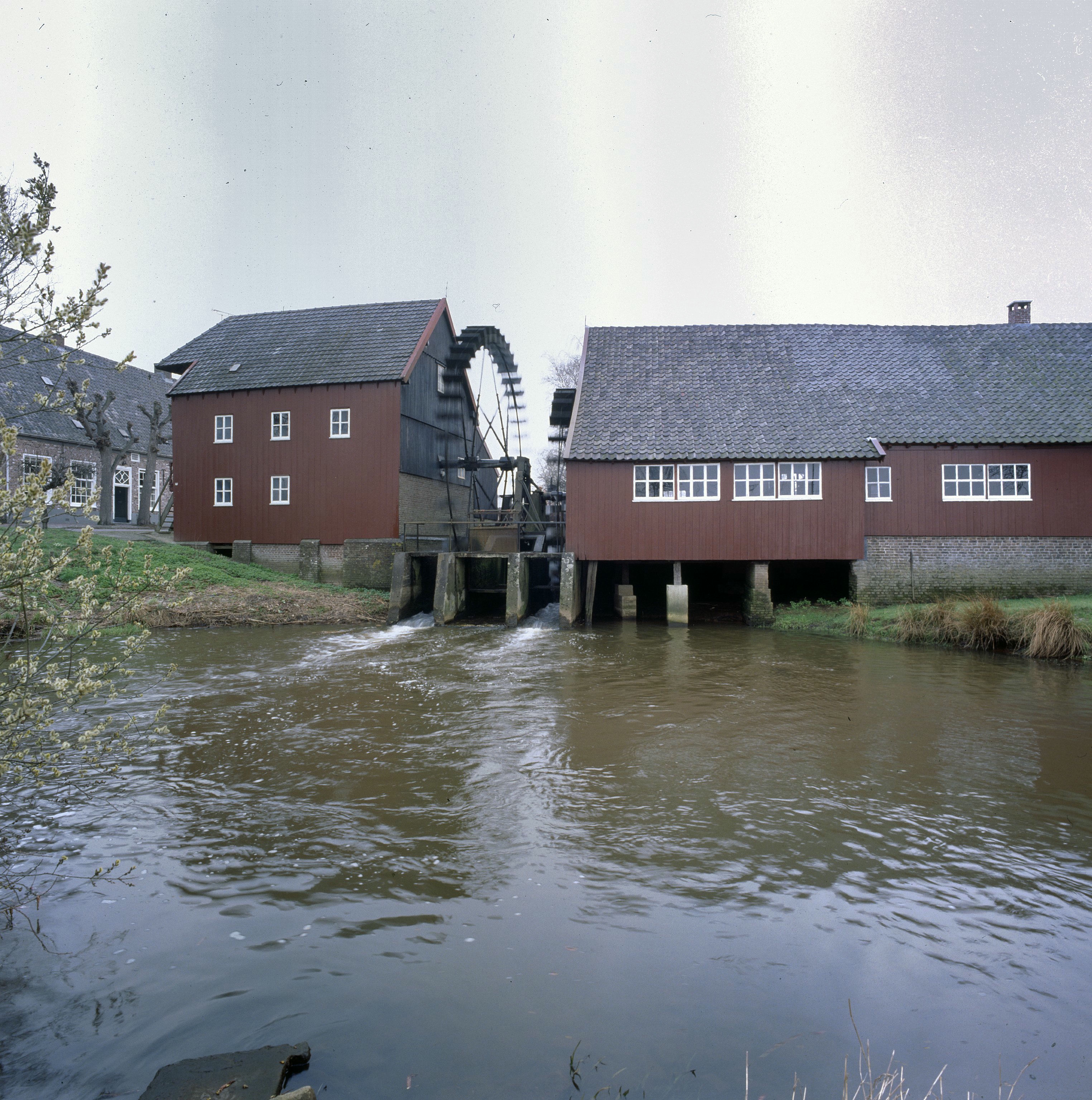
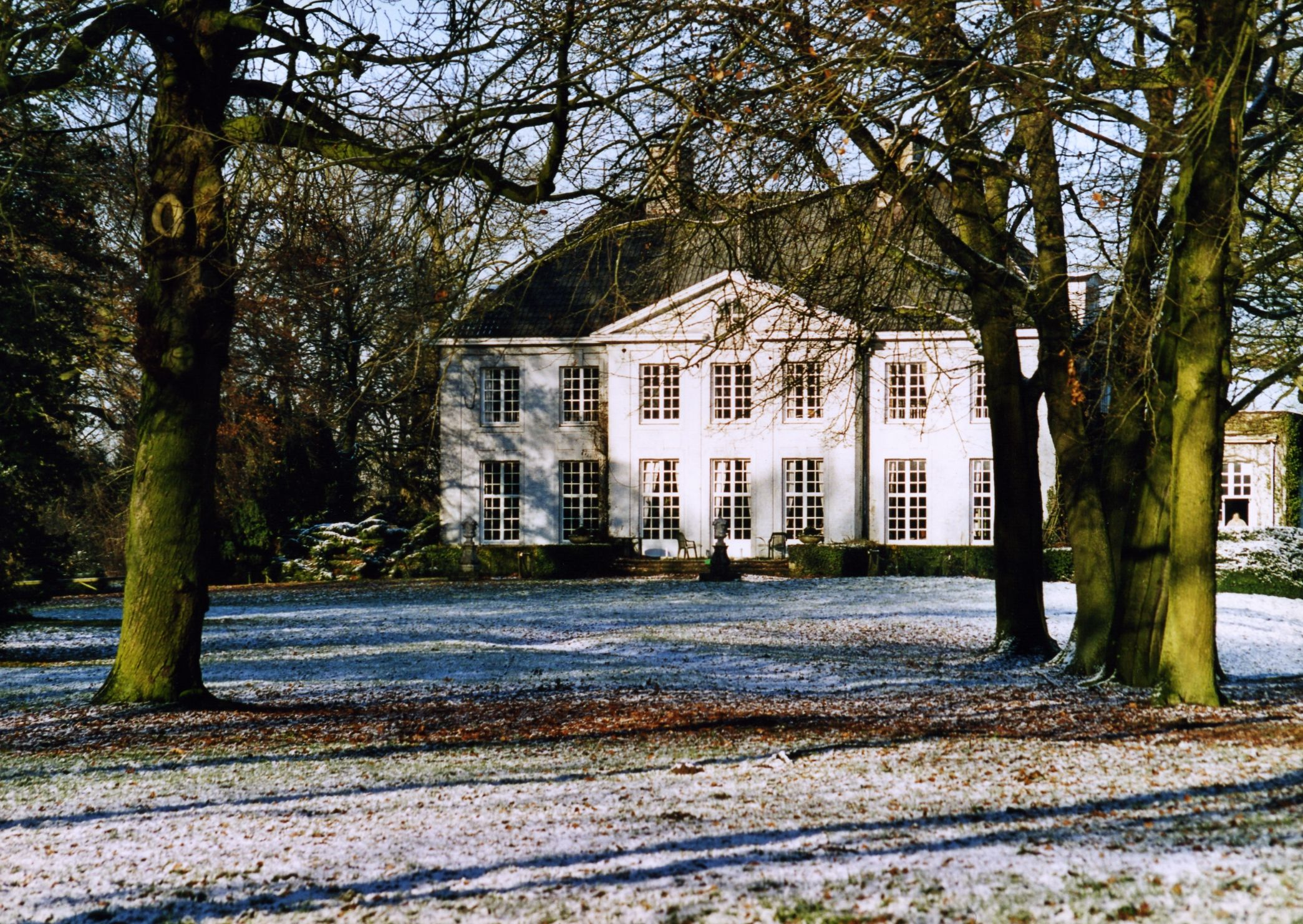